# Maciej Zworski
Maciej Rafal Zworski (né le 8 octobre 1963 à Breslau) est un mathématicien polonais canadien et américain, professeur de mathématiques à l'Université de Californie à Berkeley. Ses sujets de recherches mathématiques comprennent l'analyse microlocale, la théorie de la diffusion (en) et les équations aux dérivées partielles.

## Formation et carrière
Zworski est diplômé de l'Imperial College de Londres et à partir de 1983, il étudie au Massachusetts Institute of Technology, où il obtient son doctorat en 1989 sous la direction de Richard Melrose avec une thèse intitulée High frequency scattering by a convex obstacle. Il était de 1989 à 1992 maître de conférences Benjamin Peirce  à l'Université Harvard, à partir de 1992, professeur agrégé et à partir de 1994, professeur à la Université Johns-Hopkins, à partir de 1995, professeur à l'Université de Toronto et il est depuis 1998 professeur à l'Université de Californie à Berkeley.
Il a été professeur invité dans différentes universités parisiennes, le Mathematical Sciences Research Institute (MSRI), l'Institut des hautes études scientifiques (IHES), les Universités de Nantes et de Grenoble, à l'École polytechnique et à l'Institut international Erwin-Schrödinger pour la physique mathématique à Vienne. 

## Prix et distinctions
En 1999 il est lauréat du prix Coxeter-James. Il est Fellow de la Société royale du Canada (1998) et de l'Académie américaine des arts et des sciences (2010). De 1991 à 1993 il bénéficie d'une bourse Sloan. 
Il a été conférencier invité au congrès international des mathématiciens à Pékin en 2002, avec une conférence intitulée « Quantum Resonances and Partial Differential Equations »,. Il est docteur honoris causa de l'université Paris-Sud depuis 2018.

## Sélection de publications

### Articles
- Zworski M, « Decomposition of normal currents », Proc. Amer. Math. Soc., vol. 102,‎ 1988, p. 831–839 (DOI 10.1090/s0002-9939-1988-0934852-8, MR 934852)
- Sjöstrand Johannes, « Complex scaling and the distribution of scattering poles », J. Amer. Math. Soc., vol. 4,‎ 1991, p. 729–769 (MR 1115789)
- Guillopé Laurent, « Scattering Asymptotics for Riemann Surfaces », Annals of Mathematics, vol. 145, no 3,‎ 1997, p. 597–660 (DOI 10.2307/2951846)
- « Resonances in Physics and Geometry », Notices of the AMS, vol. 46, no 3,‎ 1999, p. 319–328 (lire en ligne)
- Zworksi M, « A remark on a paper of E. B. Davies », Proc. Amer. Math. Soc., vol. 129,‎ 2001, p. 2955–2957 (DOI 10.1090/s0002-9939-01-05909-3, MR 1840099)
- Wunsch Jared, « The FBI transform on compact C∞ manifolds », Trans. Amer. Math. Soc., vol. 353,‎ 2001, p. 1151–1167 (DOI 10.1090/s0002-9947-00-02751-3, MR 1804416)
- robin Graham With C, « Scattering matrix in conformal geometry », Inventiones Mathematicae, vol. 152, no 1,‎ 2003, p. 89–118 (DOI 10.1007/s00222-002-0268-1, Bibcode 2003InMat.152...89G, arXiv math/0109089)
- Burq Nicolas, « Geometric control in the presence of a black box », J. Amer. Math. Soc., vol. 17,‎ 2004, p. 443–471 (DOI 10.1090/s0894-0347-04-00452-7, MR 2051618)

### Livres
- avec Richard Melrose et Antônio Sá Barreto: Semi-linear diffraction of conormal waves, Astérisque, vol. 240, Societé Mathématique de France, 1996 abstract
- Semiclassical analysis, American Mathematical Society 2012[5]
- (éd. avec Plamen Stefanov et András Vasy): (en) Inverse Problems and Applications, Providence (Rhode Island), American Mathematical Society, coll. « Contemporary Mathematics, vol. 615 », 2014, 309 p. (ISBN 978-1-4704-1079-7, lire en ligne).
- avec Lawrence C. Evans Lectures on Semiclassical Analysis, 2011, pdf